# Gallirallus rovianae
Gallirallus rovianae là một loài chim trong họ Rallidae.